# (19438) Khaki
(19438) Khaki (1998 FF83) – planetoida z pasa głównego asteroid, okrążająca Słońce w ciągu 3,49 lat, w średniej odległości 2,3 j.a. Odkryta 24 marca 1998 roku.